# Microsciurus alfari
Microsciurus alfari је сисар из реда глодара и породице веверица (лат. Sciuridae). 

## Распрострањење
Врста је присутна у Колумбији, Костарици, Никарагви и Панами.

## Станиште
Врста Microsciurus alfari има станиште на копну.

## Угроженост
Ова врста није угрожена, и наведена је као последња брига јер има широко распрострањење.

### Популациони тренд
Популација ове врсте је стабилна, судећи по доступним подацима.